# Manettia bernardii
Manettia bernardii är en måreväxtart som beskrevs av Julian Alfred Steyermark. Manettia bernardii ingår i släktet Manettia och familjen måreväxter. Inga underarter finns listade i Catalogue of Life.